# بيت مجلى (ساة)
'

تعديل مصدري - تعديل

بيت مجلى هي إحدى قرى عزلة ساه بمديرية ساة التابعة لمحافظة حضرموت، بلغ تعداد سكانها 239 نسمة حسب تعداد اليمن لعام 2004.